# Grad Špilberk
Grad Špilberk (nemško: Spielberg) je stari grad na vzpetini v središču Brna na Južnem Moravskem, Češka. 

## Zgodovina
Grad so začeli graditi v prvi polovici 13. stoletja češki kralji iz dinastije Přemyslov, dokončal pa ga je kralj Otokar II. Přemysl.. Sredi 13. stoletja je grad predstavljal sedež moravskih kraljev, od sredine 14. stoletja pa so ga postopoma spremenili v veliko baročno trdnjavo, ki je postala eden najtežjih zaporov v Avstro-Ogrski. Kasneje je grad postal vojašnica, danes pa je v njem muzej.